# Carabus catenulatus
Carabus catenulatus là một loài bọ cánh cứng đặc hữu của châu Âu, ở đó nó được tìm thấy ở Bosna và Hercegovina, Chính quốc Ý, Slovenia và Thụy Sĩ.

## Hình ảnh

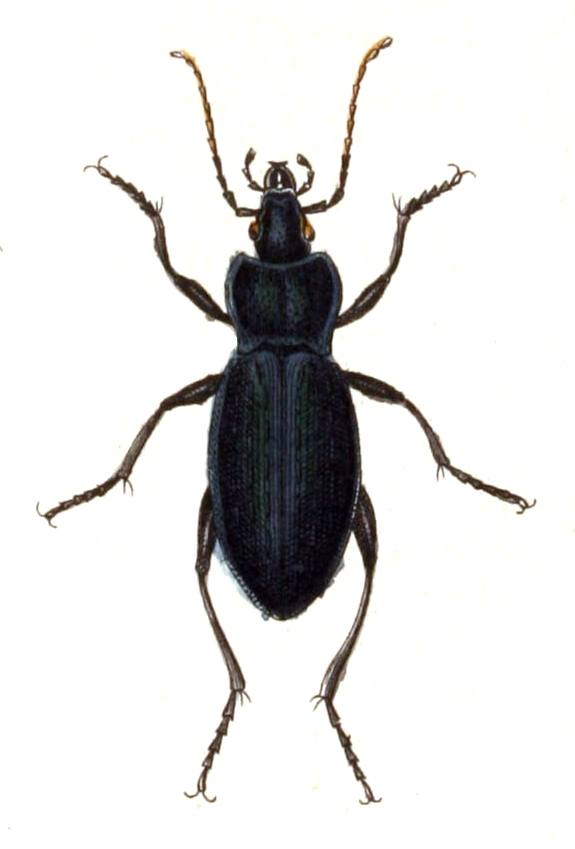
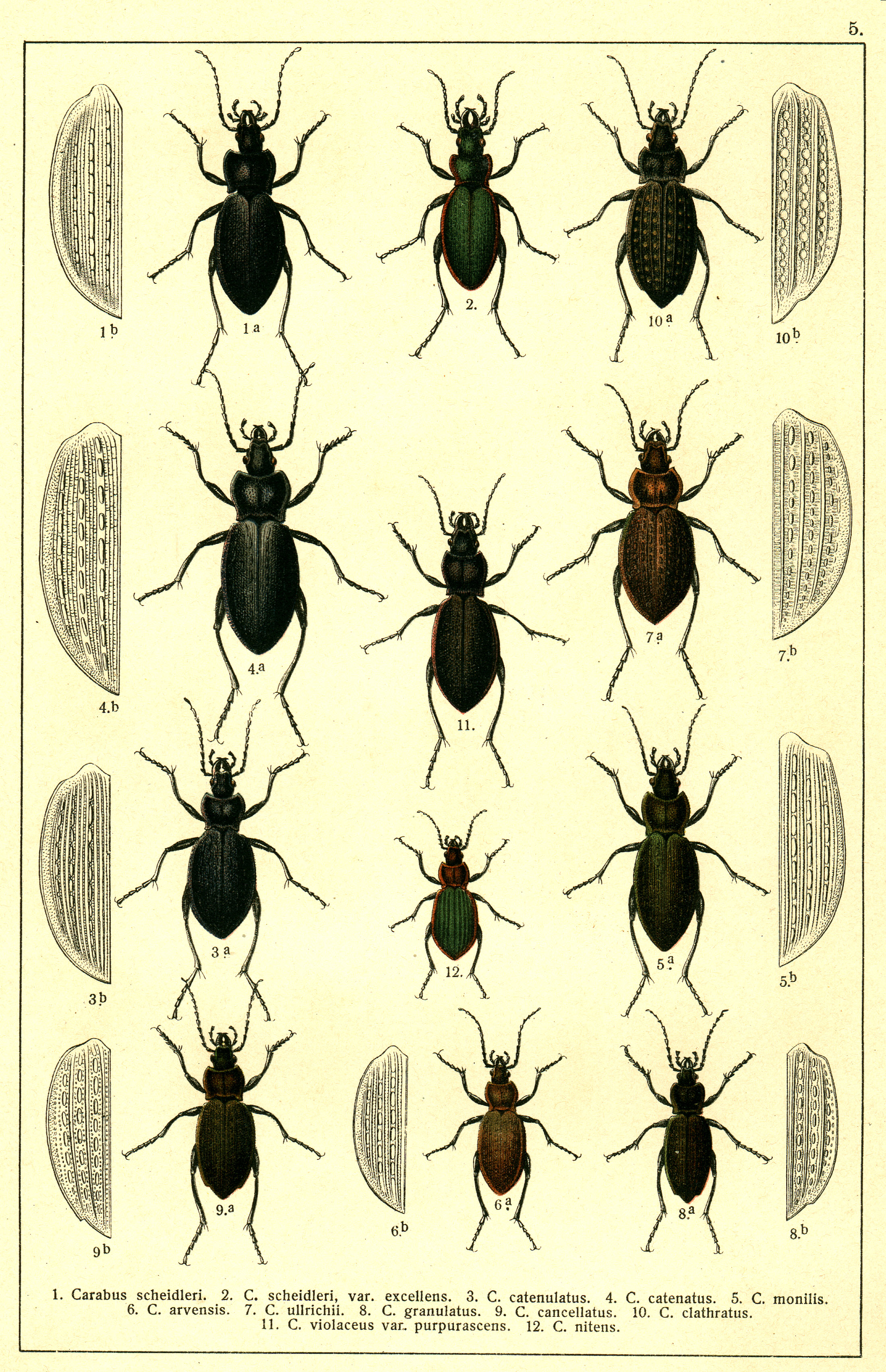
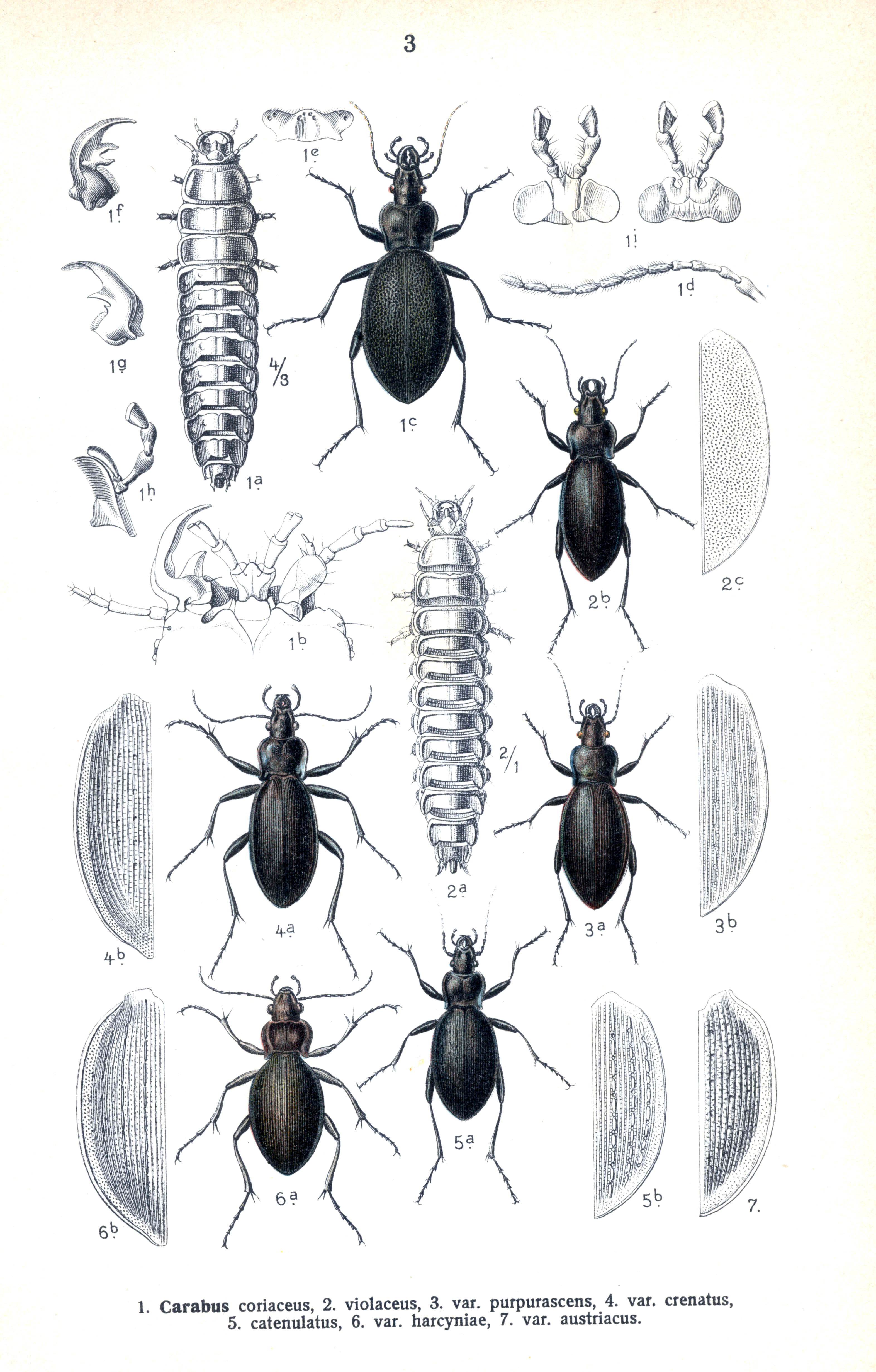
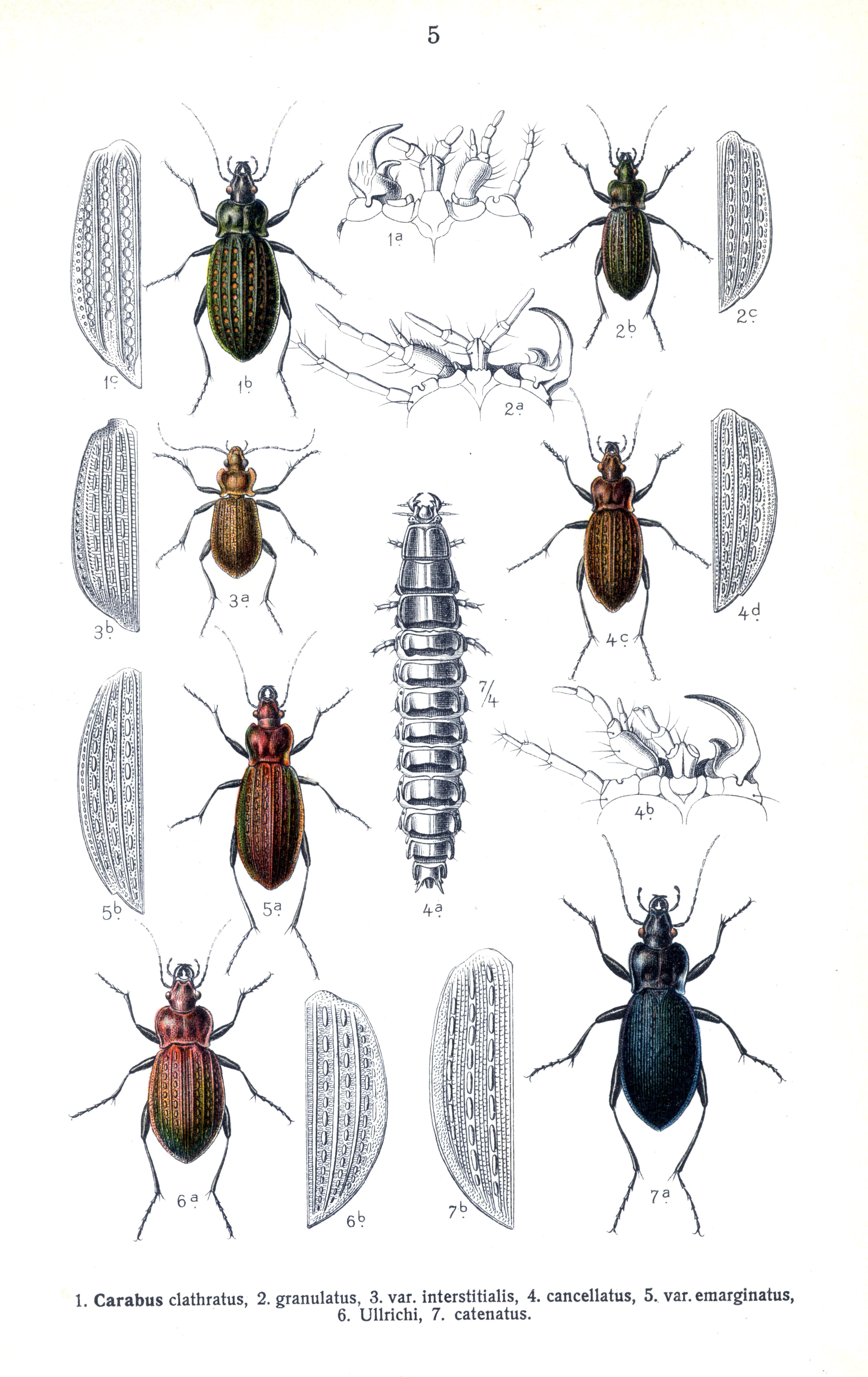